# Дубов Валентин Федорович
Валентин Федорович Дубов (12 листопада 1929, місто Приволзьк, тепер Івановської області, Російська Федерація — 1999, Автономна Республіка Крим) — радянський діяч, голова Керченського міськвиконкому. Депутат Кримської обласної ради депутатів трудящих.

## Життєпис
У 1949 році закінчив технікум у місті Іваново (РРФСР).
Член КПРС.
У 1949—1963 роках — інженер, секретар партійного комітету заводу «Затока» в місті Керчі; голова виконавчого комітету Орджонікідзевської районної ради депутатів трудящих міста Керчі.
18 березня 1963 — 10 березня 1982 року — голова виконавчого комітету Керченської міської ради депутатів трудящих Кримської області.
10 березня 1982 — 27 грудня 1989 року — завідувач відділу праці виконавчого комітету Кримської обласної ради народних депутатів.
З грудня 1989 року — на пенсії.
Помер 1999 року.